# Popovići (Benkovac)
Popovići falu Horvátországban Zára megyében. Közigazgatásilag Benkovachoz tartozik.

## Fekvése
Zárától légvonalban 35, közúton 44 km-re keletre, községközpontjától légvonalban 6, közúton 12 km-re északkeletre, Dalmácia északi részén, Ravni kotari területén fekszik.

## Története
Popovići már a középkorban is létező falu volt. Nevét a 15. században egy horvát vitéz Dragojlo Popović neve után kapta. Első írásos említése 1514-ben a zárai Szent Krševan kolostor egyik okiratában történt. Abban az időben mintegy 150 katolikus lakos élt a faluban. Popovićon állt egykor Otavac ősi horvát vára is, melyet a török 1523-ban foglalt el. A lakosság a közeli, falakkal jól védett  Ninbe menekült. A velenceiek a 17. század közepén rövid időre visszafoglalták, de a török uralom egészen 1685-ig tartott. A plébániához két templom is tartozott, melyeket Szent Mihály arkangyal és Páduai Szent Antal tiszteletére szenteltek. 1694-ben Juraj Parčić meglátogatta a Szent Mihály templomot, mely a leírás szerint egy mérföldre található a falutól, szűk és gyengén fedett. Nincsen sem képe, sem tabernákuluma, sem keresztelőmedencéje, sem liturgikus tárgyai. A falu lakói állattartással, földműveléssel, kőfejtéssel és megmunkálással foglalkoztak. A falu ezután 1797-ig a Velencei Köztársaság része volt. Miután a francia seregek felszámolták a Velencei Köztársaságot a campo formiói béke értelmében osztrák csapatok szállták meg. 1806-ban a pozsonyi béke alapján az Első Francia Császárság Illír Tartományának része lett. 1815-ben a bécsi kongresszus újra Ausztriának adta, amely a Dalmát Királyság részeként Zárából igazgatta 1918-ig. A településnek 1857-ben 410, 1910-ben 595 lakosa volt. Az első világháború után előbb a Szerb-Horvát-Szlovén Királyság, majd Jugoszlávia része lett. A második világháború idején 1941-ben a szomszédos településekkel együtt Olaszország fennhatósága alá került. Az 1943. szeptemberi olasz kapituláció után újra Jugoszlávia része lett. 1991-ben lakosságának 79 százaléka horvát, 20 százaléka szerb nemzetiségű volt. 1991 szeptemberében szerb lakói csatlakoztak a Krajinai Szerb Köztársasághoz és a település szerb igazgatás alá került. Katolikus templomait lerombolták, a horvát lakosság elmenekült. . 1995 augusztuságban a Vihar hadművelet során foglalta vissza a horvát hadsereg. A falunak 2011-ben 210 lakosa volt, akik főként mezőgazdasággal és állattartással foglalkoztak.

## Lakosság
| Lakosság változása | Lakosság változása | Lakosság változása | Lakosság változása | Lakosság változása | Lakosság változása | Lakosság változása | Lakosság változása | Lakosság változása | Lakosság változása | Lakosság változása | Lakosság változása | Lakosság változása | Lakosság változása | Lakosság változása | Lakosság változása |
| ------------------ | ------------------ | ------------------ | ------------------ | ------------------ | ------------------ | ------------------ | ------------------ | ------------------ | ------------------ | ------------------ | ------------------ | ------------------ | ------------------ | ------------------ | ------------------ |
| 1857               | 1869               | 1880               | 1890               | 1900               | 1910               | 1921               | 1931               | 1948               | 1953               | 1961               | 1971               | 1981               | 1991               | 2001               | 2011               |
| 410                | 417                | 444                | 476                | 487                | 595                | 615                | 620                | 618                | 646                | 692                | 699                | 565                | 543                | 209                | 210                |

## Nevezetességei
- Páduai Szent Antal tiszteletére szentelt római katolikus plébániatemploma a 18. században épült. 1967-ben megújították. 1991-ben a szerbek támadása során súlyosan megrongálódott. 1997 és 2001 között újjáépítették. Oltárképe védőszentjét ábrázolja. A szembemiséző oltár kőből készült, rajra Szent József szobrával. Kőből van faragva a keresztelőmedemce is. Harangtornyában két harang található.[2]
- A Mihály arkangyal templom[5] a temetőben állt. A 12. században építették és egy 1609-ből származó felirat volt benne. Ez volt a falu első plébániatemploma. A szerb agresszó idején aláaknázták és felrobbantották. A temetőt is lerombolták, több sírt és síremléket megszentségtelenítettek. A templom és a temető ma is romokban áll.[2]
- A Pod Otavac településrész feletti Otavac nevű lelőhelyen a vaskortól az újkorig lakott, több régészeti rétegből álló településnyomok találhatók.[6]